# Belarussische Kulturerbeliste

Belarussische Kulturerbe-Tafel

Die Belarussische Kulturerbeliste (belarussisch Дзяржаўны спіс гісторыка-культурных каштоўнасцей Рэспублікі Беларусь; etwa: Staatliche Liste der historischen und kulturellen (Kulturerbe)werte der Republik Belarus) ist eine nationale belarussische Liste der Objekte der Architektur, Geschichte, Archäologie, Kunst, Parkanlagen, Museumssammlungen und Bücher, die nach dem Gesetz zum Schutz des historischen und kulturellen Erbes der Republik Belarus Nr. 98-S vom 9. Januar 2006 unter staatlichem Schutz stehen.
„Die nationalen, kulturellen und historischen Werte auf dem Gebiet Weißrußlands werden als das ausschließliche Eigentum der Republik und ihrer Bürger angesehen (Niva, 9. 9. 1990, S. 2)“.
Die historischen und kulturellen Denkmäler werden in die folgenden vier Kategorien unterteilt:
- 0 – historische und kulturelle Güter, die in die Liste des Welterbes aufgenommen sind oder für die Aufnahme vorgeschlagen wurden;
- 1 – einzigartige künstlerische, ästhetische und dokumentarische Objekte von internationaler Bedeutung;
- 2 – Objekte des historischen und kulturellen Erbes von nationaler Bedeutung;
- 3 – historische und kulturelle Denkmäler von regionaler Bedeutung.

Zwei weitere Kategorien (A, B) gibt es für die immateriellen Kulturwerte.
Bis Ende 2019 umfasste die staatliche Liste der historischen und kulturellen Werte in Belarus 5580 historische und kulturelle, darunter 5352 unbewegliche Objekte, darunter 2255 archäologische, 1802 architektonische, 1214 historische, 66 Kunstdenkmäler, 11 städtebauliche, 4 geschützte Stätten; 101 bewegliche materielle historische und kulturelle; 127 immaterielle Manifestationen der menschlichen Kreativität.